# Nistru Cioburciu
Nistru Cioburciu (rum. Fotbal Club Nistru Cioburciu) – mołdawski klub piłkarski, mający siedzibę we wsi Cioburciu rejonu Ștefan Vodă w południowo-wschodniej części kraju.

## Historia
Chronologia nazw:
- 19??: Colhoz im. Lenina Cioburciu (ros. Колхоз им. Ленина Чобурчи)
- 1977: Nistru Cioburciu (ros. «Нистру» Чобручи)
- 1996: klub rozwiązano

Klub piłkarski Nistru Cioburciu został założony w miejscowości Cioburciu w roku 1977. Wcześniej miejscowość reprezentowała drużyna kołchozu im. Lenina. W 1977 zespół startował w rozgrywkach mistrzostw Mołdawskiej SRR, gdzie zajął drugie miejsce. W 1979 klub zdobył swój pierwszy tytuł mistrzowski.
Po uzyskaniu niepodległości przez Mołdawię i organizowaniu własnych mistrzostw klub w 1992 startował w rozgrywkach Divizia A i zdobył awans do Divizia Națională. W sezonach 1992/93 i 1993/94 zespół został sklasyfikowany na 12.pozycji. Po zakończeniu sezonu 1995/96, w którym zajął 14.miejsce, klub został rozwiązany.

## Sukcesy

### Trofea międzynarodowe
Nie uczestniczył w rozgrywkach europejskich (stan na 31-05-2017).

### Trofea krajowe
| \| \| Zdobyte trofea w rozgrywkach Mołdawii (stan na: 31-05-2017) \| |                                                             |      |                  |
| Rozgrywki                                                            | Osiągnięcie                                                 | Razy | Sezon(y)         |
| Mistrzostwo                                                          | I miejsce                                                   | 0    |                  |
| Mistrzostwo                                                          | II miejsce                                                  | 0    |                  |
| Mistrzostwo                                                          | III miejsce                                                 | 0    |                  |
| Mistrzostwo                                                          | 12.miejsce                                                  | 2    | 1992/93, 1993/94 |
| Puchar                                                               | zdobywca                                                    | 0    |                  |
| Puchar                                                               | finalista                                                   | 0    |                  |
| Puchar                                                               | ćwierćfinalista                                             | 1    | 1993/94          |
| II liga                                                              | I miejsce                                                   | 0    |                  |
| II liga                                                              | II miejsce                                                  | 0    |                  |
| II liga                                                              | III miejsce                                                 | 0    |                  |
| II liga                                                              | ?                                                           | 1    | 1992             |
| Mołdawia                                                             | Zdobyte trofea w rozgrywkach Mołdawii (stan na: 31-05-2017) |      |                  |

- Mistrzostwa Mołdawskiej SRR:
  - mistrz (2x): 1979, 1980
  - wicemistrz (1x): 1977
  - 3.miejsce (1x): 1981

## Stadion
Klub rozgrywał swoje mecze domowe na stadionie w Cioburciu, który może pomieścić 1000 widzów.